# 三宅裕司と春風亭昇太のサンキュー歌謡曲一座
『三宅裕司と春風亭昇太のサンキュー歌謡曲一座』（みやけゆうじとしゅんぷうていしょうたのサンキューかようきょくいちざ）は、フジテレビ系列で2017年・2018年に2回放送された音楽バラエティ番組及び特別番組。三宅裕司と春風亭昇太の冠番組。

## 概要
「あの時代だからあの名曲が生まれた!」を番組コンセプトに、1960年代から1970年代にかけての昭和の日本歌謡史の中から番組独自で各時代ごとに分けて、その時代を飾った歌謡曲の逸話や誕生秘話を紹介するとともに、スタジオで名曲を披露したり、今だから明かされる芸能界の裏話などをトークしたりする爆笑必至の歌謡トークショー番組である。
第1弾は「こまっちゃうナGS時代」「ナウなピース時代」「だめだこりゃ時代」と勝手に3つの時代に区分して番組が展開された。
第2弾は「モーレツにハレンチ時代」「永久に不滅です時代」と勝手に3つの時代に区分して番組が展開された。
また、当番組だけでしか観られないコラボレーションや「昇太ドリームバンド」などの特別企画も行われている。
司会は三宅裕司と春風亭昇太が務めている。尚、昇太はフジテレビ系列の番組及び音楽番組の司会を担当するのは初となる。

## 出演者

### 司会
- 三宅裕司
- 春風亭昇太

### ゲスト
第1弾
- 阿木燿子
- 井上順
- 岩崎宏美
- 黒沢博
- 小林幸子
- ザ・ドリフターズ（加藤茶・仲本工事・高木ブー）
- コロッケ
- 小柳ルミ子
- 斎藤司（トレンディエンジェル）
- さくらまや
- 鮫島秀樹（元ツイスト/HOUND DOG）
- 菅原洋一
- 中山秀征
- 橋幸夫
- 布施明
- 松崎しげる
- 三浦祐太朗
- ミッキー吉野（ザ・ゴールデン・カップス/ゴダイゴ）
- 三根信宏（シャープ・ファイブ）
- ももいろクローバーZ（佐々木彩夏・玉井詩織・高城れに）
- 森昌子
- ロザンナ
- 山本リンダ

第2弾
- 浅野ゆう子
- ANZEN漫才
- 伊藤咲子
- 井上順
- 梅沢富美男
- 岡千秋
- 奥村チヨ
- 木の実ナナ
- 小林幸子
- 小柳ルミ子
- 純烈
- 城みちる
- 中山秀征
- 野口五郎
- 日野美歌
- 黛ジュン
- 前川清&クール・ファイブ
- 三浦祐太朗
- 水谷千重子
- ももいろクローバーZ（佐々木彩夏・百田夏菜子・高城れに）
- 森昌子

## 放送データ一覧
| 回数  | 放送日                   | 放送時間（JST） | 放送タイトル                                                                                | 備考              |
| ----- | ------------------------ | --------------- | ------------------------------------------------------------------------------------------- | ----------------- |
| 第1弾 | 2017年11月12日（日曜日） | 19:00 - 21:54   | 三宅裕司と春風亭昇太のサンキュー歌謡曲一座 〜ナウなピースでこまっちゃうナ〜だめだこりゃ編〜 | 『ニチファミ!』枠 |
| 第2弾 | 2018年4月28日（土曜日）  | 18:30 - 21:00   | 三宅裕司と春風亭昇太のサンキュー歌謡曲一座 〜モーレツにハレンチは永久に不滅です編〜         |                   |

## スタッフ
※第2弾時点
- 制作統括[注 3]：板谷栄司（フジテレビ）
- 構成：山内浩嗣、大野ケイスケ、吉高寿男
- 美術デザイン：鈴木賢太（フジテレビ）
- 美術プロデューサー：三竹寛典（フジテレビ）
- 美術進行：鈴木真吾
- 大道具：藤沢和雄、山寺宏幸（山寺→第2弾のみ）
- アクリル装飾：斉藤祐介、相原加奈
- アートフレーム：鈴木綱敏
- 電飾：白鳥雄一
- 装飾：門間誠
- 植木装飾：後藤健
- 視覚効果：倉谷美奈絵
- ファイバーワーク：西村怜子
- メイク：小林希
- 衣装：藤原ひとみ
- 持道具：土屋洋子
- TD/SW：米山和孝（フジテレビ）
- カメラ：三村純一
- 照明デザイン：松田和樹（フジテレビ）
- 音声：太田宗孝
- VE：大西幸二（フジテレビ）
- 音響：渡眞利泰樹
- 楽器：島津哲也
- 編集：坂本貴志、葉柴栄次
- MA：藤井啓介
- 音響効果：温水義成
- LED：東京チューブ
- 編成：橋口愛（フジテレビ）
- 広報：池田綾子（フジテレビ）
- ホームページ：金澤明子（フジテレビ）
- TK：平野美紀子
- デスク：富張明子
- 協力：FMT、共同テレビジョン、サンフォニックス、4-Legs、明光セレクト、LLPプラモ、ビー・ブレーン
- AD：宮井萌奈（ウエスト）、水戸直樹、橘都子
- FD：花輪研斗（ウエスト、第1弾はAD）
- ディレクター：千葉昭、金澤賢史（クリエイターズボックス）、鈴木稚佳子、青木あゆみ、坂本耕司（プラモ）
- AP：鈴木仁美（ビー・ブレーン）
- 制作P：湯瀬恵理子、早川和希（2人共で第1弾はAP）
- プロデューサー：大野真希（ビー・ブレーン）、松村隆（プラモ、第1弾はディレクター→第2弾はプロデューサー）
- 演出：佐藤正樹
- チーフプロデューサー：若林美樹（フジテレビ）
- 制作：フジテレビ編成局制作センター第二制作室
- 制作著作：フジテレビ

### 過去のスタッフ
- メイク：南里真衣
- 衣装：後藤真優
- ロケCAM：植松賢一
- ロケVE：桂明宏
- ロケ照明：藤本潤一
- ロケ音声：吉永哲也
- CG：古畑資展
- 編集：刈屋綾乃
- 広報：齋田悠（フジテレビ）
- ホームページ：竹脇しをり（フジテレビ）
- デスク：谷山里美
- リサーチ：庄子優香
- ロケ協力：スナック松竹
- 音源協力：DAM by.第一興商
- 協力：田中電設、ハーフトーンミュージック
- ディレクター：唐雅則（スマイルオン）、大野悟（クリーク・アンド・リバー社）、太田秀司（フジテレビ）、山田明徳（ビー・ブレーン）、大和田毅（プラモ）